# Daniel Ettoukan
Daniel Ettoukan – iworyjski piłkarz grający na pozycji bramkarza. W swojej karierze grał w reprezentacji Wybrzeża Kości Słoniowej.

## Kariera reprezentacyjna
W 1980 roku Ettoukan został powołany do reprezentacji Wybrzeża Kości Słoniowej na Puchar Narodów Afryki 1980. Zagrał w nim w jednym meczu grupowym z Egiptem (1:2).